# Verwaltungsgemeinschaft Pleißenaue
La comunità amministrativa di Pleißenaue (Verwaltungsgemeinschaft Pleißenaue) si trova nel circondario di Altenburger Land in Turingia, in Germania. È sul fiume Pleiße.

## Suddivisione
Comprende 5 comuni (dati della popolazione al 31-12-2021):
1. Fockendorf (784)
2. Gerstenberg (494)
3. Haselbach (806)
4. Treben (1 161)
5. Windischleuba (1 889)

Il capoluogo è Treben.